# يان كوك (لاعب كرة قدم هولندي)
يان كوك (بالهولندية: Jan Kok)‏ (و. 1889 – 1958 م) هو لاعب كرة قدم، من مملكة هولندا، ولد في سورابايا، شارك في الألعاب الأولمبية الصيفية 1908، يلعب كلاعب وسط، توفي في زايست، عن عمر يناهز 69 عاماً.

## روابط خارجية
- جان كوك على موقع قاعدة بيانات كرة القدم.إي يو (الإنجليزية)
- جان كوك على موقع أوليمبيديا (الإنجليزية)